# کاج سرخ
کاج سرخ (نام علمی: Pinus resinosa) نام یک گونه از سرده کاج است.